# Lotario Udo III della marca del Nord
Lotario Udo III (1070 – 2 giugno 1106) fu margravio della marca del Nord e conte di Stade (con il nome Lotario Udo IV).

## Biografia
Era figlio del margravio della marca del Nord Lotario Udo II e di Oda di Werl, figlia di Ermanno III, conte di Werl, e di Richenza di Svevia. Era fratello del suo predecessore Enrico I il Lungo. 
Lotario Udo fu promesso sposo a Eilika di Sassonia, figlia del duca di Sassonia Magnus e Sofia d'Ungheria. Tuttavia, la sua attenzione si spostò alla dinastia Helperich, verso la seducente sorella del conte Helperich, Ermengarda. Sposò quindi questa donna figlia del conte di Plötzkau Teodorico e di Matilde di Walbeck, figlia del conte di Walbeck Corrado. Eilika, la promessa sposa precedente, sposò invece il conte di Ballenstedt Ottone il Ricco, e fu madre di Alberto l'Orso, l'ultimo margravio della marca del Nord e primo margravio del Brandeburgo. Questi intrecci dinastici diedero una svolta importante alla storia della contea di Stade. 
Lotario Udo e Ermengarda ebbero quattro figli: 
- Enrico II, margravio della marca del Nord e conte di Stade (con il nome Enrico IV);
- Una figlia dal nome sconosciuto;
- Ermengarda di Stade, che sposò Poppo IV, conte di Henneberg;
- Adelaide di Stade, che sposò Enrico II della marca orientale sassone.

A Lotario Udo succedette come margravio e conte suo fratello Rodolfo. 